# Słoboda (przystanek kolejowy)
Słoboda (biał. Слабада, ros. Слобода) – przystanek kolejowy pomiędzy miejscowościami Słoboda, Pierajeznaja i Honczarówka, w rejonie smolewickim, w obwodzie mińskim, na Białorusi. Leży na linii Moskwa – Mińsk – Brześć.